# Gyebaek (serie televisiva)
Gyebaek (hangeul: 계백) è una serie televisiva sudcoreana trasmessa su MBC dal 23 luglio al 22 novembre 2011.

## Trama
Ambientato nel regno di Baekje a metà del settimo secolo, narra la vita e l'epoca in cui visse il leggendario generale Gyebaek, ricordato per aver guidato l'ultima resistenza di Baekje contro Silla nella battaglia di Hwangsanbeol.

## Personaggi
- Gyebaek, interpretato da Lee Seo-jin e Lee Hyun-woo (da adolescente).
- Re Uija, interpretato da Cho Jae-hyun, Noh Young-hak (da adolescente) e Choi Won-hong (da bambino).
- Regina Sataek, interpretata da Oh Yeon-soo.
- Eun-ko, interpretata da Song Ji-hyo, Park Eun-bin (da adolescente) e Jeon Min-seo (da bambina).
- Gyo-ki, interpretato da  Jin Tae-hyun, Seo Young-joo (da adolescente) e Nam Da-reum (da bambino).
- Re Mu, interpretato da Choi Jong-hwan.
- Moo-jin, interpretato da Cha In-pyo.
- Sung-choong, interpretato da Jeon No-min.
- Dok-kye, interpretato da Yoon Da-hoon.
- Heung-soo, interpretato da Kim Yu-seok.
- Dae-soo, interpretato da Go Yoon-hoo e Lee Poong-woon (da adolescente).
- Yong-soo, interpretato da Jang Hee-woong e Lee Chan-ho (da adolescente).
- Baek-pa, interpretato da Jo Kyung-hoon.
- Po-deuk, interpretato da Yoon Won-seok.
- Kim Yushin, interpretato da Park Sung-woong.
- Kwi-woon, interpretato da Ahn Gil-kang.
- Yoon-choong, interpretato da Jung Sung-mo.
- Sa Taek Juk Duk, interpretato da Kim Byung-ki.
- Chun-dol, interpretato da Kwon Yong-woon.
- Nam-jo, interpretato da Jo Sang-ki.
- Ki-mi, interpretato da Kim Joong-ki.
- Sa-gul, interpretato da Seo Beom-sik.
- Ui-jik, interpretato da Choi Jae-ho.
- Eun-sang, interpretato da Kim Dong-hee.
- Regina Seonhwa, interpretata da Shin Eun-jung.
- Yeon Moon-jin, interpretato da Im Hyun-sik.
- Jin-kook, interpretato da Soon Dong-woon.
- Hyub-jong, interpretato da Lee Byung-sik.
- Baek-eun, interpretato da Jung Han-heon.
- Yeon Choong-min, interpretato da Jung Ki-sung.
- Cho Raeng-yi, interpretato da Chae Hee-jae.
- Vestale, interpretata da Lee Tae-kyung.
- Cho-young, interpretata da Hyomin e Han Bo-bae (da adolescente).
- Im-ja, interpretato da Lee Han-wi.
- Jung-hwa, interpretata da Oh Ji-young.
- Young-myo, interpretata da Choi Ran.
- Hyo-so, interpretato da Ryu Je-hee.
- Buk-jo, interpretato da Park Yu-hwan.
- Eul-nyeo, interpretato da Kim Hye-sun.
- Moon-geun, interpretato da Kim Hyun-sung e Lee Min-ho (da adolescente).
- Yeol-bae, interpretata da Kim Yoo-jin.
- Kim Chunchu, interpretato da Lee Dong-kyu.
- Yeon Tae-yeon, interpretata da Han Ji-woo.
- Myung-joo, interpretata da Jung So-young.
- Mok Han-deok, interpretato da Kwak Min-seok.
- Superiore di Yu-shin, interpretato da Kang Chul-sung.

## Ascolti
| Episodio | Data di trasmissione | Dati TNMS           | Dati TNMS                  | Dati AGB            | Dati AGB                   |
| Episodio | Data di trasmissione | A livello nazionale | Area metropolitana di Seul | A livello nazionale | Area metropolitana di Seul |
| -------- | -------------------- | ------------------- | -------------------------- | ------------------- | -------------------------- |
| 1        | 25 luglio 2011       | 7,5%                | 9,6%                       | 10,6%               | 12,6%                      |
| 2        | 26 luglio 2011       | 8,6%                | 11,0%                      | 11,0%               | 12,2%                      |
| 3        | 1 agosto 2011        | 9,3%                | 11,3%                      | 10,1%               | 11,4%                      |
| 4        | 2 agosto 2011        | 9,6%                | 12,2%                      | 11,5%               | 13,2%                      |
| 5        | 8 agosto 2011        | 10,7%               | 12,0%                      | 13,2%               | 14,2%                      |
| 6        | 9 agosto 2011        | 11,2%               | 12,5%                      | 13,5%               | 14,8%                      |
| 7        | 15 agosto 2011       | 10,3%               | 13,2%                      | 13,5%               | 14,9%                      |
| 8        | 16 agosto 2011       | 10,8%               | 13,2%                      | 14,1%               | 15,6%                      |
| 9        | 22 agosto 2011       | 11,7%               | 12,9%                      | 14,3%               | 16,1%                      |
| 10       | 23 agosto 2011       | 12,0%               | 13,6%                      | 14,1%               | 16,0%                      |
| 11       | 29 agosto 2011       | 10,9%               | 12,9%                      | 13,7%               | 15,8%                      |
| 12       | 30 agosto 2011       | 10,9%               | 13,4%                      | 13,6%               | 15,7%                      |
| 13       | 5 settembre 2011     | 10,5%               | 12,5%                      | 12,9%               | 14,7%                      |
| 14       | 6 settembre 2011     | 10,4%               | 12,6%                      | 13,0%               | 14,2%                      |
| 15       | 12 settembre 2011    | 7,9%                | 9,6%                       | 10,0%               | 10,9%                      |
| 16       | 13 settembre 2011    | 9,7%                | 11,0%                      | 11,6%               | 13,1%                      |
| 17       | 19 settembre 2011    | 9,6%                | 11,6%                      | 12,1%               | 13,1%                      |
| 18       | 20 settembre 2011    | 11,1%               | 13,4%                      | 12,8%               | 14,2%                      |
| 19       | 26 settembre 2011    | 10,0%               | 11,4%                      | 11,8%               | 13,1%                      |
| 20       | 27 settembre 2011    | 9,9%                | 12,0%                      | 11,6%               | 12,4%                      |
| 21       | 3 ottobre 2011       | 9,6%                | 11,3%                      | 10,9%               | 11,6%                      |
| 22       | 4 ottobre 2011       | 10,1%               | 12,1%                      | 11,0%               | 12,3%                      |
| 23       | 10 ottobre 2011      | 8,9%                | 11,8%                      | 10,1%               | 11,5%                      |
| 24       | 11 ottobre 2011      | 11,6%               | 13,9%                      | 12,8%               | 14,4%                      |
| 25       | 17 ottobre 2011      | 10,3%               | 13,5%                      | 13,5%               | 14,9%                      |
| 26       | 18 ottobre 2011      | 11,0%               | 12,4%                      | 12,9%               | 14,8%                      |
| 27       | 24 ottobre 2011      | 11,3%               | 13,8%                      | 13,1%               | 14,8%                      |
| 28       | 25 ottobre 2011      | 10,7%               | 12,7%                      | 13,3%               | 15,1%                      |
| 29       | 31 ottobre 2011      | 9,4%                | 12,3%                      | 11,5%               | 12,7%                      |
| 30       | 1 novembre 2011      | 11,0%               | 13,2%                      | 11,5%               | 11,7%                      |
| 31       | 7 novembre 2011      | 9,5%                | 10,5%                      | 11,0%               | 12,3%                      |
| 32       | 8 novembre 2011      | 9,8%                | 10,1%                      | 11,8%               | 13,4%                      |
| 33       | 14 novembre 2011     | 9,2%                | 10,6%                      | 11,8%               | 12,7%                      |
| 34       | 15 novembre 2011     | 9,8%                | 10,8%                      | 11,2%               | 12,7%                      |
| 35       | 21 novembre 2011     | 10,3%               | 11,6%                      | 12,3%               | 14,4%                      |
| 36       | 22 novembre 2011     | 11,0%               | 13,0%                      | 13,0%               | 14,9%                      |

## Colonna sonora
1. Do You Know? (알고 있나요) – Yangpa
2. Untouchable (닿을 수 없는) – Baek Chung-kang
3. One Step (한 걸음만) – Im Hyung-joo
4. One Step (Vocalizer Ver.) (한 걸음만 (보칼리제 Ver.)) – Im Hyung-joo

## Riconoscimenti
| Anno | Premio           | Categoria                                       | Ricevente      | Risultato       |
| ---- | ---------------- | ----------------------------------------------- | -------------- | --------------- |
| 2011 | MBC Drama Awards | Premio all'eccellenza, attrice in una miniserie | Song Ji-hyo    | Candidato/a     |
| 2011 | MBC Drama Awards | Miglior nuova attrice in una miniserie          | Hyomin         | Vincitore/trice |
| 2011 | MBC Drama Awards | Premio dei produttori                           | Choi Jong-hwan | Vincitore/trice |
| 2011 | MBC Drama Awards | Premio dei produttori                           | Song Ji-hyo    | Vincitore/trice |